# Вільяморатьєль-де-лас-Матас
Вільяморатьєль-де-лас-Матас (ісп. Villamoratiel de las Matas) — муніципалітет в Іспанії, у складі автономної спільноти Кастилія-і-Леон, у провінції Леон. Населення — 160 осіб (2010).
Муніципалітет розташований на відстані близько 260 км на північний захід від Мадрида, 31 км на південний схід від Леона.
На території муніципалітету розташовані такі населені пункти: (дані про населення за 2010 рік)
- Грахалехо-де-лас-Матас: 46 осіб
- Вільяморатьєль-де-лас-Матас: 114 осіб

## Демографія
Динаміка населення (INE ):